# Gengshi
Car Gengshi od Hana (kineski 更始帝) bio je car stare Kine iz dinastije Han. Znan je i kao:
- car Keng-shih
- princ Huaiyanga (淮陽王)
- Shenggong (聖公)

Nije poznato kada je rođen.
Njegovo je osobno ime bilo Liu Xuan. Naslovi su mu bili:
- car Gengshi (Gengshi je bilo ime njegove ere)
- markiz Weiwei (畏威侯)
- princ od Changshe (长沙王)

Njegovo je puno postumno ime bilo Princ Wushun od Huaiyanga (淮阳武順王).
Postao je car 23. godine, za života Isusa Krista. Smatran je slabim vladarom kojeg je najviše zanimalo uživanje.
Bio je nasljednik Wang Manga te obnovitelj dinastije Han; Mang je bio car dinastije Xin, prvi i posljednji.
Gengshi je ubijen 25. godine, a pokopan je u Balingu blizu grobnice cara Wena, sina cara Gaozua, osnivača dinastije Han.

## Obitelj
Gengshi je bio sin plemića Liu Zizhanga, potomka cara Jinga.
Zizhangova je supruga, gospa He, rodila Gengshija.
Gengshi se nikad nije oženio, ali je imao dvije ljubavnice: 
- gospa Zhao, kći Zhao Menga
- gospa Han

Gengshi je imao trojicu sinova:
- Qiu, markiz Xiangyija
- Xin, markiz Gushua
- Li, markiz Shouguanga

Gengshija su naslijedili Liu Penzi i car Guangwu.